# Stadio Bruno Neri
Lo stadio Bruno Neri è il secondo impianto sportivo della città di Faenza.

## Storia
Lo stadio è intitolato al calciatore e partigiano Bruno Neri.

## Struttura e ubicazione
L'impianto è situato in Piazzale Pancrazi.
Lo stadio presenta una tribuna centrale coperta, due tribune laterali di metallo, una curva e la tribuna scoperta opposta a quella centrale.